# Islas Skrap Skerries
Las islas Skrap Skerries (54°15′S 36°19′O / -54.250, -36.317) son dos pequeños grupos de islas y rocas situadas a medio camino entre el cabo Jorge y punta Barff, cierre frente a la costa norte de Georgia del Sur. El nombre actual, que data de alrededor de 1930, se deriva del término noruego "skrapskjaer" o "skrapskjar" anteriormente a estas islas.
La isla es administrada por el Reino Unido como parte del territorio de ultramar de las Islas Georgias del Sur y Sandwich del Sur, pero también es reclamada por la República Argentina que la considera parte del departamento Islas del Atlántico Sur dentro de la provincia de Tierra del Fuego, Antártida e Islas del Atlántico Sur.